# Imre Gedővári
Imre Gedővári (* 1. Juli 1951 in Budapest; † 22. Mai 2014) war ein ungarischer Fechter, der bei den Olympischen Sommerspielen 1988 in Seoul Olympiasieger im Säbelfechten mit der Mannschaft wurde sowie dreimal mit der Säbel-Mannschaft Fechtweltmeister sowie einmal Fechteuropameister wurde.

## Leben
Gedővári war als Fechter für die Vereine Újpesti Dózsa und Vasas SC aktiv und gewann mit diesen zehn ungarische Meistertitel.
Er begann Mitte der 1970er Jahre seine internationale Laufbahn als Säbelfechter. Bei den Fechtweltmeisterschaften 1975 in Budapest gewann er mit der Säbelmannschaft, der neben ihm noch Pál Gerevich, Péter Marót und Tamás Kovács angehörten, die Silbermedaille. Bei den Fechtweltmeisterschaften 1977 in Buenos Aires holte er mit seinen Mannschaftskameraden Pál Gerevich, Ferenc Hammang und Tamás Kovács die Bronzemedaille.
Bei den Fechtweltmeisterschaften 1978 in Hamburg errang Gedővári erstmals die Goldmedaille mit der Säbel-Mannschaft, zu der Pál Gerevich, Ferenc Hammang, Zoltán Nagyházi und György Nébald gehörten. 1978 wurde er erstmals zum Fechter des Jahres in Ungarn gewählt.
Bei den Olympischen Sommerspielen 1980 in Moskau gewann er sowohl eine Bronze-Medaille im Säbel-Einzelwettbewerb nach Wiktor Krowopuskow und Michail Burzew aus der Sowjetunion als auch eine Bronzemedaille im Mannschaftswettbewerb zusammen mit Pál Gerevich, Ferenc Hammang, György Nébald und Rudolf Nébald.
Gedővári gewann bei den Fechtweltmeisterschaften 1981 in Clermont-Ferrand nach dem Polen Dariusz Wódke Silber in der Einzelwertung sowie zusammen mit der Säbel-Mannschaft mit György Nébald, Rudolf Nébald und Pál Gerevich auch seine zweite Goldmedaille bei Fechtweltmeisterschaften. Zugleich gewann er bei den ersten Fechteuropameisterschaften 1981 in Foggia die Goldmedaille und wurde damit erster Europameister in Säbelfechten.
Bei den darauf folgenden Fechtweltmeisterschaften 1982 in Rom gewann er im Einzel-Wettbewerb nach Wiktor Krowopuskow sowie Andrei Alschan eine weitere Bronzemedaille und wurde mit der ferner aus Pál Gerevich, György Nébald, Zoltán Nagyházi und Imre Bujdosó bestehenden Säbel-Mannschaft zum dritten Mal Fechtweltmeister. Eine weitere Silbermedaille im Säbel-Mannschaftswettbewerb gewann er zusammen mit György Nébald, Imre Abay, Imre Bujdosó und György Varga bei den Fechtweltmeisterschaften 1983 in Wien. 1984 wurde er zum zweiten Mal zum Fechter des Jahres in Ungarn gewählt.
Die Krönung seiner internationalen Laufbahn erfolgte bei den Olympischen Sommerspielen 1988, als er im Säbel-Fechten mit der Mannschaft, der neben ihm Imre Bujdosó, László Csongrádi, György Nébald und Bence Szabó angehörten, die Goldmedaille gewann und Olympiasieger wurde.
Nach Beendigung seiner aktiven Laufbahn wurde Gedővári im Januar 1989 Generalsekretär des Ungarischen Fechtverbandes MVSZ (Magyar Vívó Szövetség) und bekleidete diese Funktion bis Sommer 1991. Daneben war er zwischen Februar 1991 und Dezember 1996 Präsident des Sportvereins Újpesti Torna Egylet.
Gedővári starb im Mai 2014 im Alter von 62 Jahren nach längerer schwerer Krankheit.